# SN 2007lg
SN 2007lg – supernowa typu Ia odkryta 22 września 2007 roku w galaktyce A004603-0000. W momencie odkrycia miała maksymalną jasność 21,90m.